# Leptonema chocoense
Leptonema chocoense là một loài Trichoptera trong họ Hydropsychidae. Chúng phân bố ở vùng Tân nhiệt đới.